# 马达加斯加 (原声碟)
《马达加斯加》（英語：Madagascar）是一张2005年发行的同名电影的原声碟。是由汉斯·季默制作的电影配乐，并且收录了其他不同来源的歌曲。

## 曲目列表
1. 最好的朋友（Best Friends）
撰词：汉斯·季默、海特·帕瑞拉、雷兰德·阿利森和詹姆斯·S·列文
2. 我喜欢摇动（I Like to Move It）
撰词：埃里克·莫利洛和马克·H·夸谢
演唱：沙查·巴隆·科恩
3. 檀島警騎（Hawaii Five-O）
撰词：莫顿·史蒂文斯
演唱：投机者乐队
4. 布基乐土（Boogie Wonderland）
撰词：埃利·威利斯和乔纳森·G·林德
演唱：地球風火合唱團
5. 想出密谋（Whacked Out Conspiracy）
撰词：詹姆斯·杜利
6. 烈火战车（Chariots of Fire）
撰词：范吉利斯
演唱：范吉利斯
7. 活着（Stayin' Alive）
撰词：巴里·吉布、莫里斯·吉布和罗宾·吉布
演唱：比吉斯
8. 冲出动物园（Zoosters Breakout）
撰词：汉斯·季默
9. 生而自由（Born Free）
撰词：约翰·巴瑞
改编：汉斯·季默
10. 马岛长尾狸猫的攻击（The Fossa Attack）
撰词：海特·帕瑞拉
11. 自由的灯塔（Beacon of Liberty）
撰词：汉斯·季默和詹姆斯·S·列文
12. 美丽新世界（What a Wonderful World）
撰词：鲍勃·蒂勒和乔治·大卫·魏斯
演唱：路易斯·阿姆斯特朗